# Giovanni Battista De Lorenzi
Giovanni Battista De Lorenzi (Schio, 12 marzo 1806 – Venezia, 25 dicembre 1883) è stato un organaro italiano, al quale si deve l'invenzione dell'organo fonocromico.

## Biografia

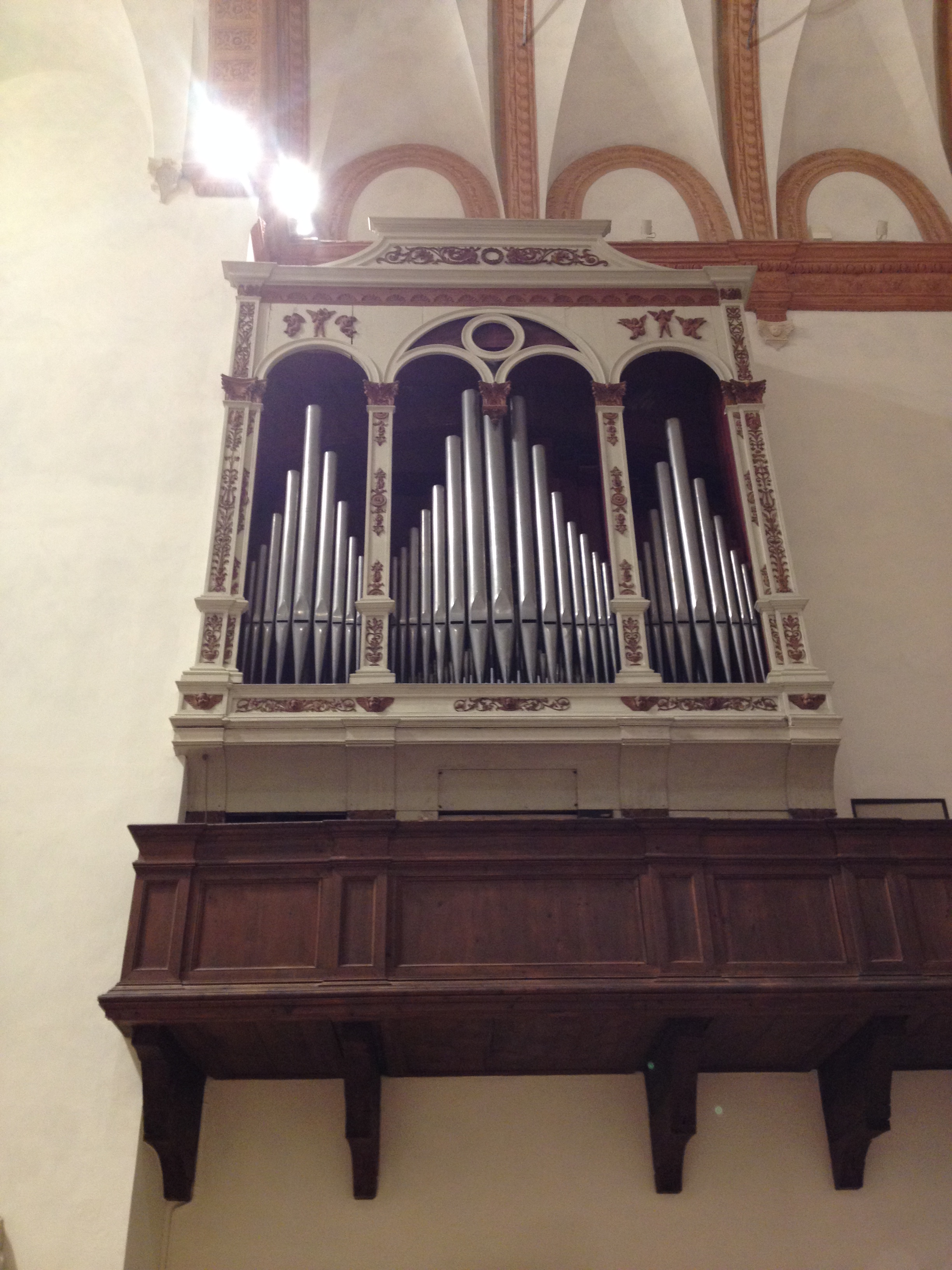
Organo De Lorenzi della Chiesa di Santa Corona in Vicenza

Non ancora ventenne cominciò la sua attività che si protrasse fino agli ultimi anni di vita, arricchendo il patrimonio organistico con la realizzazione di più di un centinaio di strumenti e riformandone altri già preesistenti.
La prima notizia relativa all'attività del De Lorenzi si ha nel 1825, quando costruisce il primo strumento per la basilica di San Felice a Vicenza. Si trasferisce quindi a Vicenza, dove continua l'attività di organaro ricevendo molti apprezzamenti per l'attività svolta e mettendo a punto la realizzazione dell'organo fonocromico, di sua invenzione.
Parallelamente all'attività principale De Lorenzi si dedicava anche alla liuteria e alla scrittura di testi inerenti alla sua attività.
Dice Lunelli: "L'arte organaria del De Lorenzi è caratterizzata dalla fusione degli indirizzi della Scuola Veneta e di quella Lombarda; dalla prima egli mutua il somiere a tiro, misure, composizione e intonazione del Ripieno e dei flauti; dalla seconda egli l'amore per i registri di concerto dal timbro colorito e sgargiante".
Un esemplare significativo di organo fonocromico, restaurato, si trova nella chiesa di San Pietro a Belluno; un altro, nell'antica pieve di San Cassiano a Quinto di Treviso, costruito nel 1865. Altri strumenti, ancora ben conservati, dell'organaro vicentino, si possono trovare a Malo, Pozzoleone, Fontaniva, Longare, Fontanelle, Carmignano di Brenta, Vicenza, Conegliano, Monigo di Treviso, Paderno di Ponzano Veneto e Paderno del Grappa, Cerea, Nogarole Rocca, Padova, Pordenone (Chiesa di San Giorgio), Reggio Emilia, Auronzo di Cadore (due strumenti), Venas di Cadore, Ghirano di Prata, Arsiero. 